# بیمارستان اعصاب و روان پرتو
بیمارستان اعصاب و روان پرتو بیمارستانی است خصوصی و درمانی واقع در شیراز، استان فارس با ظرفیت ۳۲ تخت فعال که در سال ۱۳۹۵ خورشیدی تأسیس گردید. این بیمارستان در زمینهٔ تخصصی اعصاب و روان فعال است و در شهرک گلستان، بلوار دهخدا، روبروی نمایشگاه بین‌المللی شیراز واقع شده است.